# کزرج
کزرج یکی از روستاهای استان آذربایجان شرقی است که در دهستان کندوان بخش کندوان شهرستان میانه واقع شده‌است.
روستای کزرج در ۲۰ کیلومتری شهرستان میانه قرار دارد.
یکی از روستاهای بسیار خوش آب و هوا و سرسبز بوده و انواع میوه ها و درختان از قبیل سیب ، زردآلو ، گلابی ، گردو ، سنجد ، برنج ، بادام، فندق و ...را دارا می باشد.
روستای کزرج دارای یک سد خاکی می باشد.
منازل روستای کزرج همگی دارای گاز و آب لوله کشی و برق می باشند.
کزرج دارای دهیاری و شورایاری می باشد.
کزرج به دلیل داشتن منابع آب فراوان و فاصله اندک مسافت تا مرکز شهرستان میانه و وجود سد خاکی در آن ، دارای موقعیت مناسبی برای سرمایه گزاری در زمینه مسکن و توریستی می باشد.
در طی سال های اخیر مهاجرت افراد از شهرهای مختلف مخصوصاً تهران و کرج به کزرج افزایش یافته است.
دامداری در کزرج بدلیل وجود آب و علف فراوان دارای رونق می باشد.
بیشترین محصولات کشاوری در کزرج بغیر از درختان میوه شامل گندم ، جو ، یونجه ، برنج و ... می باشد
جمعیت روستا ۵۰۰نفر در سال ۱۴۰۱براورد شده است
دهیار این قریه جناب اقای علیرضا بابایی می‌باشد که از پروژه های عمرانی ایشان میتوان به جدول گزاری معابر و جوی های اب،نصب دوربین مداربسته در ورودی روستا، تأسیس غسالخانه مجهز بهشت رضا با سرمایه گذاری حاج محمد حسین قربانی اشاره کرد.لازم به ذکر است که پروژه حصارکشی قبرستان بهشت رضا با سرمایه جناب قربانی و مدیریت اقای بابایی در حال انجام می‌باشد.